# MTV2
MTV2 (skrót od Music Television 2) – amerykański kanał telewizyjny, emitujący rockowo-metalową muzykę. W Europie nadawał także brytyjski odpowiednik kanału MTV Two, który od 1 marca 2010 roku nosi nazwę MTV Rocks. Brytyjska mutacja kanału dostępna jest również w Polsce.